# A Grande Transformação
A Grande Transformação é a obra mais importante do filósofo e historiador da economia húngaro Karl Polanyi. Foi publicada pela primeira vez em 1944, nos Estados Unidos, e na Inglaterra, em 1945, com o subtítulo As Origens do Nosso Tempo. O livro foi reeditado em 1957, pela Beacon Press; em 2001, foi republicado, com prefácio de Joseph Stiglitz. O livro trata das convulsões sociais e políticas que ocorreram em Inglaterra durante a ascensão da economia de mercado. Polanyi afirma que a moderna economia de mercado e o moderno Estado-nação devem ser entendidos não como elementos distintos, mas como uma invenção humana única — a sociedade de mercado.
Segundo o autor, a característica distintiva da "sociedade de mercado" é que as mentalidades econômicas da humanidade foram alteradas. Antes da Grande Transformação, as pessoas baseavam as suas economias na reciprocidade e redistribuição e não eram racionais maximizadoras de utilidade. Depois da Grande Transformação, as pessoas tornaram-se economicamente mais racionais, comportando-se como a teoria econômica neoclássica poderia prever. A criação de instituições capitalistas não só mudou as leis, mas também alterou fundamentalmente a mentalidade económica da humanidade, de modo que, antes da Grande Transformação, os mercados tinham um papel muito menor nos assuntos humanos e não eram sequer capazes de fixar os preços, dado o seu tamanho diminuto. Foi somente após a criação de novas instituições de mercado e da industrialização que o mito da propensão da humanidade para a troca e o comércio se difundiu, num esforço para moldar a natureza humana e ajustá-la às novas instituições econômicas baseadas no mercado.

## Argumento geral
Segundo Polanyi, o desenvolvimento do Estado moderno andou de mãos dadas com o desenvolvimento das modernas economias de mercado, e esses dois processos de transformação estiveram inextricavelmente ligados ao longo da história. Essencial para a transformação de uma economia pré-moderna em uma economia de mercado foi a alteração das mentalidades econômicas humanas que deixaram de se basear em relações e instituições sociais locais e passaram a ser transações idealizadas como "racionais" e separadas de seu contexto social anterior. Antes da grande transformação, os mercados tiveram um papel muito limitado na sociedade e foram confinados quase exclusivamente ao comércio de longa distância. Como Polanyi escreveu "o mesmo viés que levou a geração de Adam Smith a ver o homem primitivo como inclinado à troca e ao comércio induziu seus sucessores a rejeitar todo o interesse pelo homem primitivo, já que agora se sabia que ele não havia se envolvido nessas paixões louváveis."
A grande transformação foi iniciada pelo Estado moderno poderoso, que era necessário para empurrar mudanças na estrutura social e da natureza humana que permitiram uma economia capitalista competitiva. Para Polanyi, essas mudanças implicaram a destruição da ordem social básica que havia reinado por causa da natureza humana pré-moderna e que tinha existido por toda a história anterior. Central para a mudança foi a de que os fatores de produção, como a terra e o trabalho passariam a ser vendidos no mercado a preços de mercado determinado, em vez de atribuir de acordo com a tradição, redistribuição ou reciprocidade. Ele enfatizou a grandeza da transformação, porque era tanto uma mudança de instituições humanas e da natureza humana.
Seu caso empírico em grande parte invocada análise das leis Speenhamland, o que ele viu não apenas como a última tentativa da propriedade rural para preservar o sistema tradicional de produção e da ordem social, mas também a auto-defensiva medir, por parte da sociedade, que mitigaram o rompimento do período mais violento da mudança econômica. Polanyi também observa que as economias pré-modernas da China, o Império Inca, os impérios indígenas, Babilônia, Grécia e os vários reinos da África operado em princípios de reciprocidade e redistribuição, com um papel muito limitado para os mercados, especialmente na resolução de preços ou alocação dos fatores de produção. O livro também apresenta a sua crença de que a sociedade de mercado é insustentável, pois é fatalmente destrutivo para a natureza humana e os contextos naturais, habita.
Polanyi tentou virar o jogo na conta liberal ortodoxa da ascensão do capitalismo, argumentando que "laissez-faire foi planejado", enquanto que o protecionismo social era uma reação espontânea ao deslocamento social imposta por um mercado livre desenfreado. Ele argumenta que a construção de um mercado de "auto-regulação" exige a separação da sociedade em esferas econômicas e políticas. Que Polanyi não nega que o mercado auto-regulador trouxe "inédito riqueza material", mas ele sugere que esta é muito estreito foco. O mercado, uma vez que considera a terra, o trabalho e o dinheiro como "mercadorias fictícias" (fictício porque cada um possui qualidades que não são expressos na racionalidade formal do mercado), e incluí-los "significa subordinar a substância da própria sociedade às leis do mercado."
Isso, segundo ele, resulta em enorme perturbação social, e se move espontaneamente pela sociedade para se proteger. Com efeito, Polanyi argumenta que uma vez que o livre mercado tenta separar-se do tecido da sociedade, o protecionismo social é a resposta natural da sociedade, o que ele chama de "duplo movimento". Polanyi não vê a economia como um assunto fechado a partir de outros campos de investigação, de fato, ele viu problemas econômicos e sociais como inerentes. Ele terminou seu trabalho com uma previsão de um socialista sociedade, acrescentando que "depois de um século de" melhoria "cego, o homem está restaurando seu". Habitação '"

## Antes da sociedade de mercado
Baseado no trabalho etnológico de Bronislaw Malinowski sobre a Kula nas Ilhas Trobriand, Polanyi faz a distinção entre os mercados como uma ferramenta auxiliar para facilitar a troca de bens e sociedades de mercado. Sociedades de mercado são aquelas em que os mercados estão a instituição fundamental para a troca de bens por meio de mecanismos de preços. Polanyi argumenta que existem três tipos de sistemas econômicos que existiam antes do surgimento de uma sociedade baseada em uma economia de livre mercado: redistribuição, da reciprocidade e economia doméstica (agregado familiar).
1. Redistributiva: o comércio e a produção está focada para uma entidade central, como um líder tribal ou senhor feudal e depois redistribuído para os membros de sua sociedade.
2. Reciprocidade: troca de mercadorias se baseia em trocas recíprocas entre entidades sociais. Em um nível macro o que inclui a produção de bens de presente a outros grupos.
3. Agregado familiar: economias onde a produção é centrada em torno de cada família. As unidades familiares produzem alimentos, produtos têxteis e ferramentas para seu próprio uso e consumo.

Estas três formas não eram mutuamente exclusivas, nem eram mutuamente exclusivas de mercados para a troca de mercadorias. A principal diferença é que estas três formas de organização econômica foram baseados em torno dos aspectos sociais da sociedade em que operava e que foram explicitamente vinculado a essas relações sociais. Polanyi argumentou que essas formas econômicas dependiam dos princípios sociais da centralidade, simetria, e autarquia (auto-suficiência). Mercados existia como uma avenida auxiliar para a troca de bens que de outra forma não foram obtidos. [carece de fontes?]

## Economia de mercado e a categoriaembeddedness
O intercâmbio e o mercado constituem uma forma de integração baseada no direito de propriedade, nos deveres relacionados a esse direito, e no livre-contrato entre as partes envolvidas. O ato de comprar e vender é o modo de distribuição dos bens e serviços. A compra se realiza com base no sistema de preços e através do dinheiro, como expressão do poder de compra. Instituições culturais regulam essas práticas e a vida econômica e política da sociedade. As condutas e suas motivações só fazem sentido em instituições culturais. Essa tese de Polanyi contraria o argumento de Hayek que concebia a economia de mercado como resultado espontâneo da livre interação de indivíduos, sendo a moldura institucional um mero formalismo sobre uma realidade já existente. A contribuição teórica fundamental de Karl Polanyi é a categoria embeddedness/ 'imersão', em outras palavras, indivíduos e suas relações encontram-se imersos em instituições culturais historicamente constituídas que os condicionam. Segundo Polanyi, antes do surgimento da economia de mercado, o sistema econômico estava imerso em relações sociais gerais. O mercado, ou o ato de comprar e vender, era apenas parte das instituições globais existentes naquela sociedade. Com o crescimento do padrão mercantil, esse mercado se pretende separado das instituições gerais, se autorregulando, sem influência de fatores externos. A economia de mercado se torna como uma relação natural, englobando todo o processo produtivo. Tudo se torna mercadoria, terra, trabalho e dinheiro, e pode se tornar objeto de compra e venda no mercado. A economia de mercado só pode vigorar numa sociedade estruturada sob as instituições de mercado, em uma sociedade de mercado. A emergência do mercado só é possível com a remoção de uma série de obstáculos que vigoravam na sociedade anterior e que impediam ou dificultavam a transação mercantil em relação ao trabalho humano, terra e dinheiro, as "mercadorias fictícias". O que era apenas uma parte da sociedade e de suas instituições se torna o regulador geral da sociedade. 

## Suporte
Os sociólogos Fred L. Block e Margaret Somers argumentam que a análise de Karl Polanyi pode ajudar a explicar por que o ressurgimento das ideias de livre mercado resultaram em "tais falhas se manifestam como a persistência do desemprego, a desigualdade crescente, e as crises financeiras graves que têm enfatizado economias ocidentais ao longo dos últimos 40 anos. Eles sugerem que "a ideologia de que o livre mercado pode substituir o governo é tão utópica e perigosa", como a ideia de que o comunismo irá resultar no desaparecimento do Estado.

## Crítica
Ideias de Polanyi têm sido criticado por historiadores econômicos, em especial as alegações de que as mentalidades econômicas da humanidade foram menos racional e utilitário maximizando na era pré-moderna. Praticamente todos os exemplos que Polanyi dá de uma sociedade pré-moderna operando sem um mercado foi examinado, com muitos achando o argumento de Polanyi querendo  Prêmio Nobel Douglass North argumentou que Polanyi confundido reciprocidade e redistribuição, com pagamentos laterais que existiriam racionalmente como explica o teorema de Coase. North argumentou ainda que toda sociedade usa reciprocidade, redistribuição e mercados para alocar recursos em North chamados outros historiadores econômicos para investigar alegações de Polanyi que os seres humanos tinham diferentes mentalidades econômicas antes da economia moderna ter sido criada.

## Índice
- Parte Um sistema internacional

Paz ** Capítulo 1 dos Cem Anos
- - Capítulo 2. Twenties conservadores, trinta Revolucionárias
- Part Two Ascensão e Queda da economia de mercado
- Eu. Satanic Moinho
  - Capítulo 3 "Habitação contra Improvement"
  - Capítulo 4 sociedades e sistemas econômicos
  - Capítulo 5 Evolução do Modelo de Mercado

Capítulo 6 ** A auto-regulação do mercado e as mercadorias fictícias: trabalho, terra e dinheiro
- - Capítulo 7 Speenhamland, 1795
  - Capítulo 8. antecedentes e conseqüências
  - Capítulo 9 Paupersim e Utopia

Capítulo 10 ** Economia Política ea descoberta da sociedade
- II. Auto-proteção da sociedade

Capítulo 11 ** Homem, Natureza e Organização Produtiva
- - Capítulo 12 Birth of the Liberal Creed
  - Capítulo 13 Birth of the Liberal Creed (Continuação): Classe de juros e Mudança Social
  - Capítulo 14 do Mercado e Man
  - Capítulo 15 do Mercado e Natureza
  - Capítulo 16 do Mercado e Organização Produtiva
  - Capítulo 17 Auto-Regulação prejudicada
  - Capítulo 18. disruptivas Cepas
- Parte III Transformation in Progress

Capítulo 19 ** Governo Popular e Economia de Mercado
Capítulo 20 ** História na engrenagem da mudança social
Capítulo 21 ** Liberdade em uma sociedade complexa